# Jet the Hawk
Jet the Hawk is een groene antropomorfe havik, die in Sonic Riders, Sonic Riders: Zero Gravity, Sonic Free Riders en Sonic and the Black Knight een rivaal is van Sonic. Hij is tevens de leider van de Babylon Rouges.

## In de spellen
Jet maakte zijn debuut in het spel Sonic Riders. Daarna was hij een kaart in Sonic Rivals. Later kwam hij terug in Sonic Riders: Zero Gravity. Daarna kwam hij voor als een trofee in Super Smash Bros. Brawl. En daarna als Sir Lamorak in Sonic and the Black Knight. En tot nu toe als laatste als een eindbaas in Mario & Sonic op de Olympische Winterspelen.

### Sonic Riders
In Sonic Riders is hij de leider van de Babylon Rouges, een getalenteerde bende van dieven.
Jet the Hawk is bekend als "Legendarische Wind Meester"; omwille van zijn talent in Extreme Gear geërfd van zijn voorvaderen. Hij heeft een mysterieuze "control box" die volgens hem afkomstig was van de oude Babyloniërs. 

## Lijst van verschijningen in de spellen
- Sonic Riders
- Sonic Rivals (Cameo)
- Sonic Riders: Zero Gravity
- Super Smash Bros. Brawl (Cameo)
- Sonic and the Black Knight (Cameo)
- Mario & Sonic at the Olympic Winter Games
- Sonic Free Riders
- Sonic Generations (Cameo)
- Mario & Sonic at the London 2012 Olympic Games
- Sonic Dash
- Mario & Sonic at the Sochi 2014 Olympic Winter Games
- Super Smash Bros. for Nintendo 3DS and Wii U (Cameo)
- Mario & Sonic at the Rio 2016 Olympic Games
- Sonic Forces: Speed Battle
- Super Smash Bros. Ultimate (Cameo)
- Mario & Sonic at the Olympic Games Tokyo 2020
- Sonic at the Olympic Games (2020)

## In de strips
- Archie Comics
- Sonic Comic (ソニックコミック)
- IDW Publishing